# گئورگ ریتر فن شنرر
گئورگ ریتر فن شنرر (انگلیسی: Georg Ritter von Schönerer؛ ۱۷ ژوئیهٔ ۱۸۴۲ – ۱۴ اوت ۱۹۲۱) یک شوالیه اهل اتریش بود.